# قريوطة أفعوانية القشرة
قريوطة أفعوانية القشرة (الاسم العلمي: Caryota ophiopellis) هو نوع نباتي يتبع جنس القريوطة من فصيلة الفوفلية.